# Mainland (Orcadas)
Mainland (del gaélico escocés: Mòr-thìr) es la isla más grande de las Orcadas de Escocia. Las dos principales ciudades del archipiélago se encuentran en esta isla: Kirkwall y Stromness. Son el corazón del sistema de transporte de las Orcadas, con conexiones aéreas y en ferry. Es la isla más densamente poblada (75 % de la población de las Orcadas habitan en ella) con respecto a las demás y tiene muchas tierras fértiles para el labrantío. El nombre Mainland es una equivocación de la palabra en nórdico antiguo Meginland.
Kirkwall yace sobre una estrecha línea de tierra entre la Mainland Oeste y Mainland Este, siendo la segunda la principal porción. La isla es baja (especialmente la zona este), pero en el norte y oeste existen acantilados y dos lochs importantes. Mainland posee numerosos restos de construcciones neolíticas, pictas y vikingas.
Con una sola excepción, las otras islas se clasifican en dos grupos: norte y sur de Mainland. La excepción es la remota Sule Skerry (y Sule Stack) que están 60 km al este del archipiélago, pero oficialmente son Orcadas.

## Galería

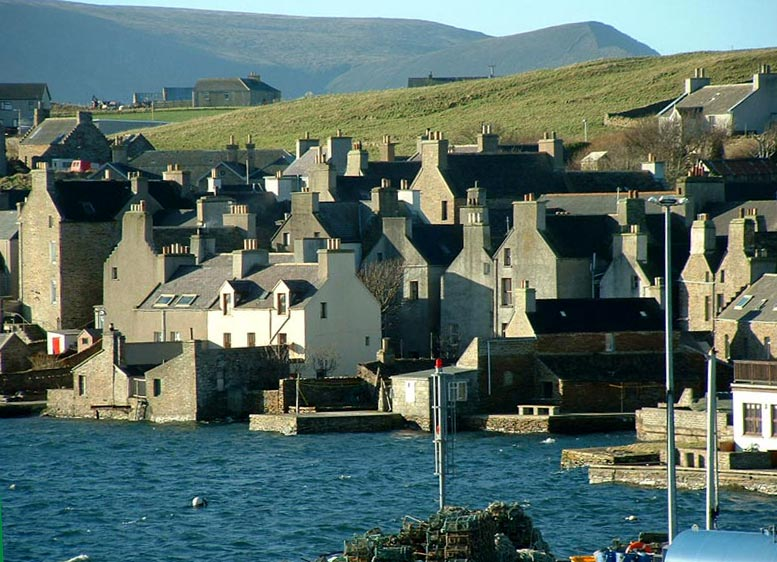
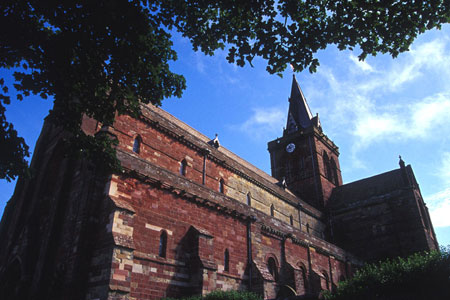
Catedral de San Magnus en Kirkwall
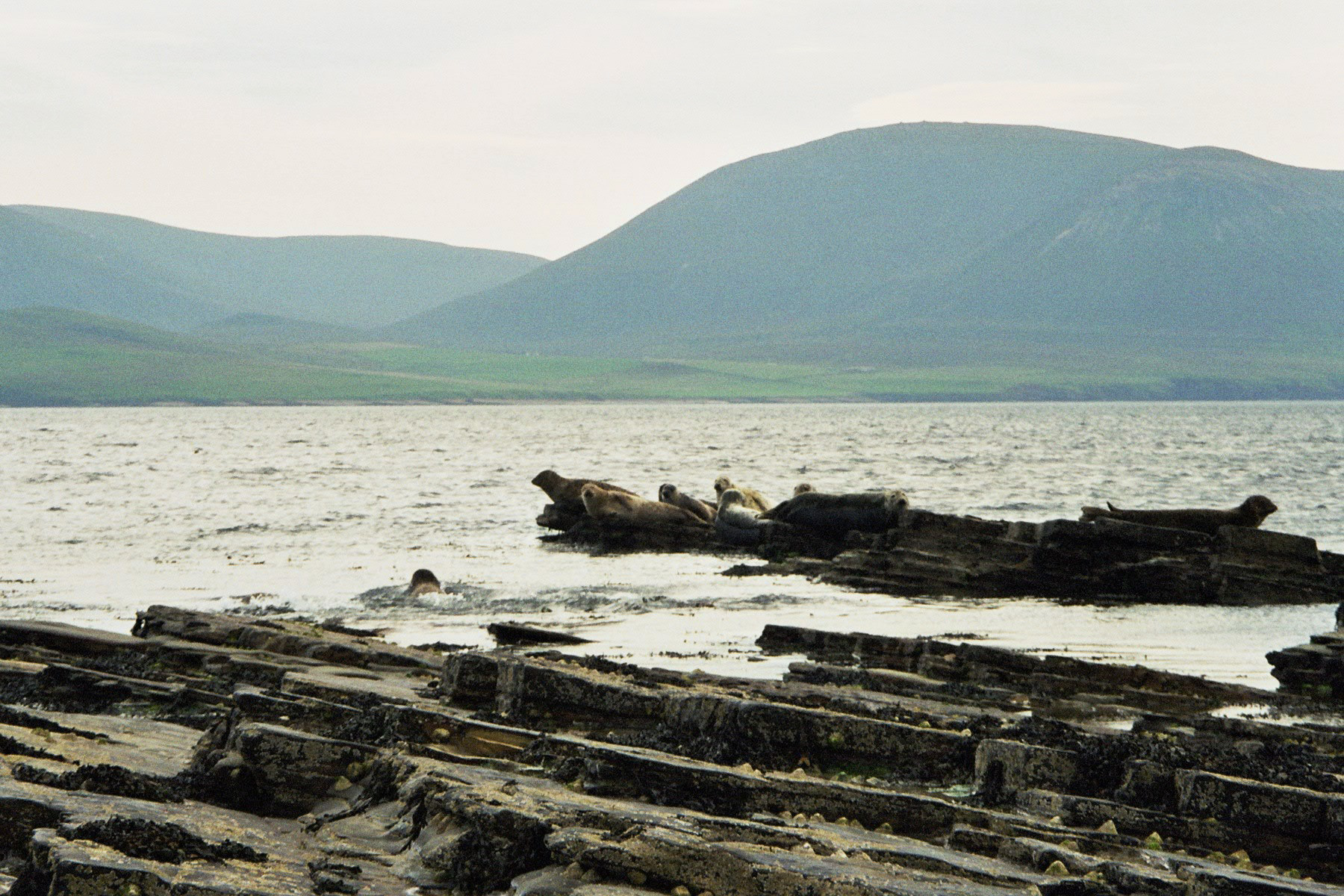
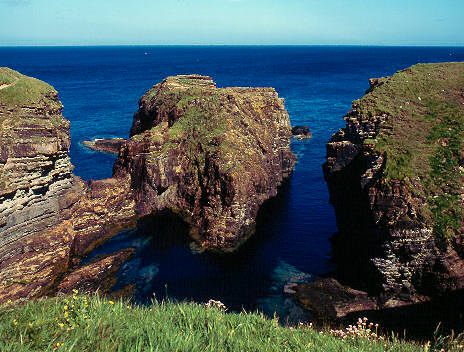
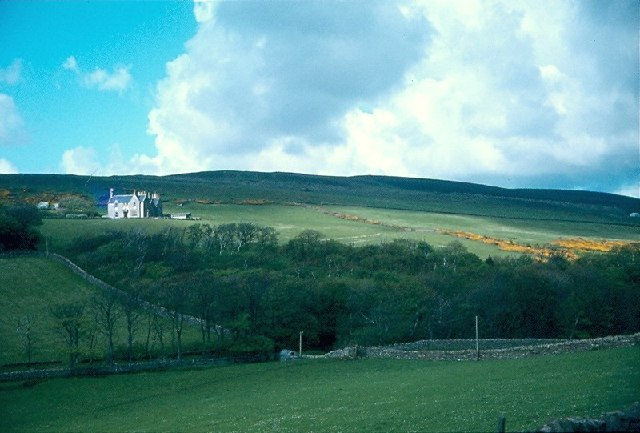